# Alessandra Ambrosio
Alessandra Ambrosio, właściwie Alessandra Corine Ambrósio (ur. 11 kwietnia 1981 w Erechim) – brazylijska modelka polsko-włoskiego pochodzenia.
Pojawiła się na okładkach wielu czasopism modowych, takich jak Capricho, Desfile, Elle, czy Harper’s Bazaar. W latach 2004–2017 była jednym z „aniołków” Victoria’s Secret.

## Życiorys
Ma włosko-polskie korzenie. Jej rodzice byli właścicielami stacji benzynowej. Rozpoczęła przygodę w świecie mody w miejscowości Erexim, w wieku 10 lat, uczęszczając do ubogiej szkoły dla modeli. W wieku 11 lat poddała się operacji plastycznej uszu, ponieważ uznała je za zbyt odstające. Wkrótce po tym pojawiły się powikłania pooperacyjne, które ciągnęły się przez dwa lata. Z tego powodu Alessandra występuje przeciwko operacjom plastycznym.
W 1996 wzięła udział w konkursie „The Look of the Year”, pod patronatem agencji modelarskiej Elite Model Look. Nie otrzymała tytułu, ale w rok później miała już kontrakt w ważnej agencji. Podczas swojej pierwszej, poważnej pracy pojawiła się na okładce brazylijskiej edycji czasopisma Elle. Wówczas marka Guess? wynajęła ją do promowania ich firmy na jesień 2000. Po Guess? pracowała dla marek modowych, takich jak Revlon, Emporio Armani czy Victoria’s Secret. W 2004 wypuściła na rynek swoją linię strojów kąpielowych pod nazwą Alessandra Ambrosio by Sais, pod patronatem Rosy Cha. Jest twarzą Next i Armaniego. W 2007 znalazła się na 6. miejscu w rankingu najbardziej pożądanych kobiet świata sporządzonego przez AskMen.com, a w 2008 – zajęła 2. miejsce w tym zestawieniu.

## Życie osobiste
Jej partnerem życiowym jest amerykański przedsiębiorca Jamie Mazur. Mają córkę Anję Louise (ur. 24 sierpnia 2008) i syna Noaha Phoenixa (ur. maj 2012).
Jest Narodową Ambasadorką dla Krajowego Towarzystwa Stwardnienia Rozsianego.